# Joachim Kahl

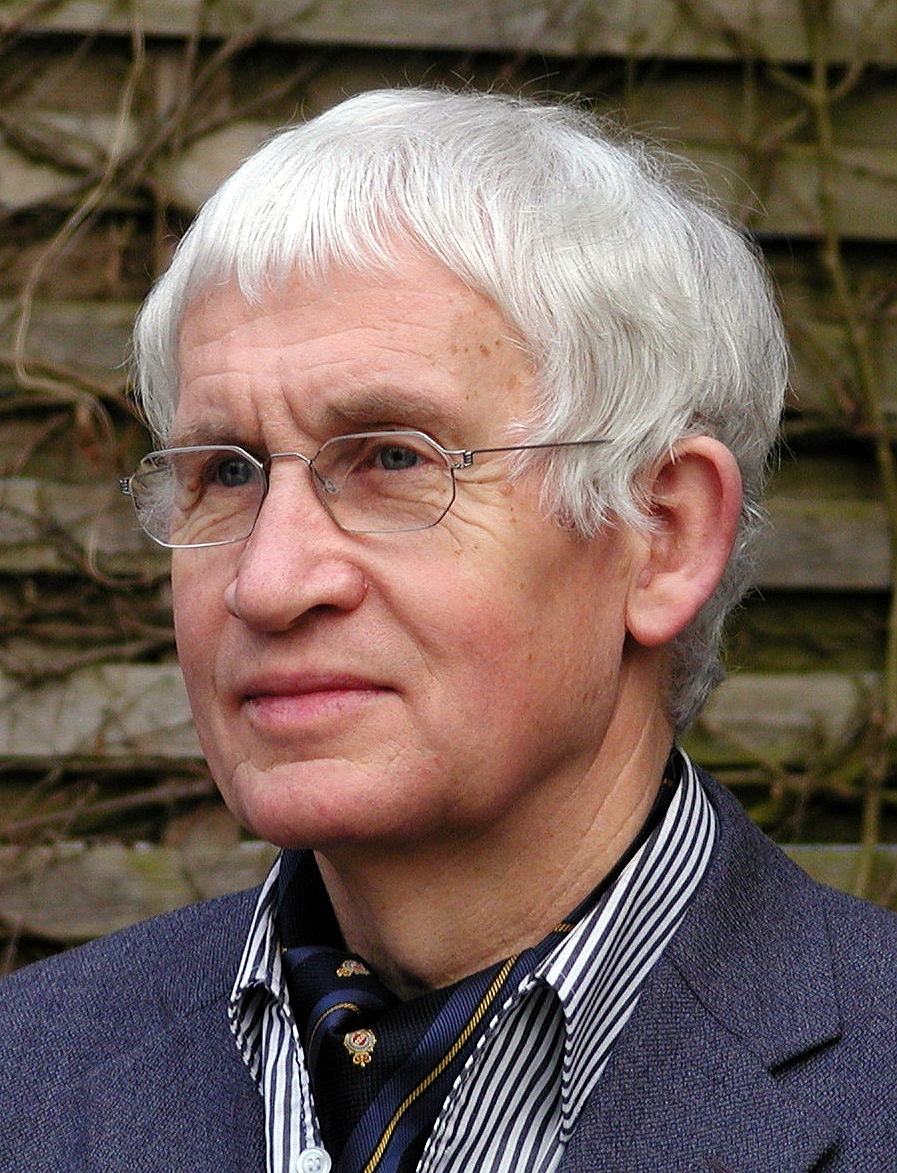
Joachim Kahl im Jahr 2009

Joachim Kahl (* 12. Mai 1941 in Köln) ist ein deutscher Philosoph und Humanist mit den Arbeitsschwerpunkten Religionskritik, Ethik und Ästhetik, die er im Konzept des weltlichen Humanismus zu verbinden sucht.

## Leben
1967 wurde Joachim Kahl an der Philipps-Universität Marburg mit der Arbeit Philosophie und Christologie im Denken Friedrich Gogartens zum Dr. theol. promoviert. Kurz darauf trat er aus der evangelischen Kirche aus, weil seine kritische Auseinandersetzung mit der christlichen Glaubenswelt ihn zur Ablehnung des Christentums und darüber hinaus von Religion generell geführt hatte. Er wurde Atheist und begründete dies in seinem Buch Das Elend des Christentums oder Plädoyer für eine Humanität ohne Gott (1968).
Im Zweitstudium an der Johann Wolfgang Goethe-Universität in Frankfurt am Main in den Fächern Philosophie, Soziologie und Politik setzte er sich besonders mit der „Kritischen Theorie“ der „Frankfurter Schule“ auseinander. In dieser Zeit wurde er Marxist. Als der „orthodoxe“ marxistische  Philosoph Hans Heinz Holz nach Marburg berufen wurde, kehrte Kahl dorthin zurück und wurde 1975 mit der Arbeit Darstellung, Analyse und Kritik der Weltanschauungskritik Ernst Topitschs zum Dr. phil. promoviert.
Von 1974 bis 1984 veranstaltete Kahl als Lehrbeauftragter im Fachbereich Philosophie und Gesellschaftswissenschaften der Universität Marburg regelmäßig Seminare zur Geschichte der Philosophie. Zeitgleich betätigte er sich als Sprecher des „Marburger Komitees gegen Berufsverbote“ und des „Hessischen Komitees gegen Berufsverbote“ und engagierte sich in den 1970er und 1980er Jahren gegen den Radikalenerlass. Kahl verstand dies als Zivilcourage, notwendig zur Stärkung der Demokratie.
Von 1982 bis 1990 war er Bildungsreferent für den ehemaligen Bund für Geistesfreiheit Nürnberg (heute HVD Bayern), einer Weltanschauungsgemeinschaft und Kulturorganisation. Von dort aus ergaben sich Verbindungen zu anderen Organisationen, namentlich zur Thomas-Dehler-Stiftung und der Gesellschaft für kritische Philosophie. Diese Einflüsse, vor allem aber die welthistorischen Vorgänge von „1989“ führten Kahl schließlich zur Abkehr vom Marxismus, was er in seinem Buch Weltlicher Humanismus. Eine Philosophie für unsere Zeit reflektierte.
Joachim Kahl lebt in Marburg und ist seit 1968 mit der Sonderschullehrerin Anna Margarete Kahl verheiratet, mit der er zwei Kinder hat. Er ist Mitglied im Humanistischen Verband Deutschlands.

## Konzeption
Als Vertreter eines klassischen Atheismus, der tief in der Theoriegeschichte der europäischen Aufklärung verwurzelt ist, grenzte Kahl seine Auffassungen zunächst gegenüber denen des sogenannten neuen Atheismus, wie er unter anderem von Richard Dawkins vertreten werde, deutlich ab:

„Richard Dawkins’ Buch Der Gotteswahn, das ich hier als Hauptbeispiel des neuen Atheismus heranziehe, … ist ein charakteristisches Dokument intellektuellen Cäsarenwahns. Cäsarenwahn hat – nach dem Historiker Ludwig Quidde, der den Begriff 1894 geprägt hat – zwei sich ergänzende Merkmale: triumphalistische Selbstüberschätzung und abgründige Realitätsblindheit.“

Die Selbstüberschätzung bestehe darin, dass Dawkins seine Kompetenz als Evolutionsbiologe „meint nutzen zu dürfen, um völlig fachfremde Themen der Religionsgeschichte, der Religionsphilosophie, der Religionskritik zu traktieren – mit dem Gestus des auch hier allseits belesenen und kundigen Experten … Dawkins' nassforsche Haltung … verrät auf jeden Schritt und Tritt eine bodenlose Unkenntnis in Sachen Religion und Religionskritik und enthüllt ein fatales Nichtverstehen ihrer geschichtlichen Entwicklungen und ihrer inhaltlichen Komplexität.“
Kahls eigene Position wird deutlich, wenn er gegen den neuen Atheismus schreibt, dass mit den „vulgären Kraftsprüchen“ Dawkins’ und anderer sich der Atheismus unter der Hand in Antitheismus verwandele, der die Religion von oben herab abkanzele. „Erforderlich wäre dagegen, sie gedanklich zu durchdringen, ihren historischen Werdegang und ihre gesellschaftliche Funktion zu erklären und in einen kritischen, auch polemischen Dialog mit ihren Anhängern zu treten. Vergessen, nein: schlechterdings unbekannt ist […] die keineswegs zimperliche, aber doch filigrane Religionskritik der deutschen Aufklärung […]“
Dieser Abgrenzung gegen Dawkins gingen bereits Kritiken an Karlheinz Deschner sowie an Michael Schmidt-Salomon voraus.
In einem Interview für den Podcast des Humanistischen Pressedienstes lobte Joachim Kahl die von führenden Vertretern der Giordano-Bruno-Stiftung initiierte Buskampagne 2009 rund zwei Jahre später als „pfiffige“ Kampagne und „gute Form der Öffentlichkeitsarbeit“, die er unterstütze.

## Schriften
- Philosophie und Christologie im Denken Friedrich Gogartens. Marburg 1967 (theologische Dissertation)
- Das Elend des Christentums oder Plädoyer für eine Humanität ohne Gott. Reinbek 1968. ISBN 3-499-11093-8; mehrere Auflagen; Übersetzungen ins Englische, Japanische, Italienische, Niederländische. Überarbeitete und erweiterte Neuausgabe 1993 sowie 2014
- Darstellung, Analyse und Kritik der 'Weltanschauungskritik' Ernst Topitschs. Eine philosophische Studie zum Verhältnis von Positivismus und Konservatismus. Marburg 1975 (philosophische Dissertation); Buchausgabe unter dem Titel Positivismus als Konservatismus – Eine philosophische Studie zu Struktur und Funktion der positivistischen Denkweise am Beispiel Ernst Topitsch. Köln, Pahl-Rugenstein, 1976
- Warum ich Atheist bin, in: Karlheinz Deschner (Hrsg.): Warum ich Christ / Atheist / Agnostiker bin. Köln, Kiepenheuer und Witsch, 1977
- Etty, Peter und Silvia Gingold. Porträt einer Familie. Ein Bilderbuch über deutsche Zustände, hrsg. von  Joachim Kahl und anderen. Köln, Pahl-Rugenstein Verlag, 1978
- Freidenker. Geschichte und Gegenwart, hrsg. von  Joachim Kahl und Erich Wernig. Köln, Pahl-Rugenstein Verlag, 1981
- Der Fels des Atheismus. Epikurs und Georg Büchners Kritik an der Theodizee. In: Georg-Büchner-Jahrbuch 2/1982, Europäische Verlagsanstalt, Frankfurt am Main, 1983
- Das andere Weihnachtsbuch, hrsg. von  Joachim Kahl und Peter Schütt. Weltkreis Verlag, Dortmund, 1983
- Weltlicher Humanismus. Eine Philosophie für unsere Zeit. LIT-Verlag, Münster 2006, ISBN 3-8258-8511-9.
- Aktuelle Atheismus-Debatten. Ein strukturierender Überblick, in: Information Philosophie, März 2010, Lörrach